# Чагат-Строев, Павел Александрович
Чагат-Строев, Павел Александрович (псевдоним, настоящая фамилия — Трепихин) (9 февраля 1887 — 14 марта 1938) — алтайский писатель и поэт, один из основателей алтайской советской литературы.

## Биография
Павел Александрович Чагат-Строев родился в 1887 году в селе Мыюта (ныне в Шебалинском районе Республике Алтай) в бедной крестьянской семье. В 12 лет остался сиротой. 1 год учился в Бийской церковно-приходской школе. Был членом ВЦИК от Ойротской АО. В 1938 году незаконно репрессирован. Реабилитирован посмертно.

## Творчество
Стихи и поэмы Чагат-Строева печатались в газетах «Кызыл Ойрот» и «Ойроттын комсомолы». Он был автором первых алтайских букварей, активно работал в газетах. В 1925 году вышла его поэма «Ойгор-Батыр» о В. И. Ленине. Это произведение стало первой поэмой в алтайской литературе, а также первой алтайской книгой, вышедшей отдельным изданием. Перу Чагата-Строева также принадлежит поэма «Кара-Корум» о революционном движении на Алтае (1927) и другие произведения.